# ザーミン国立公園

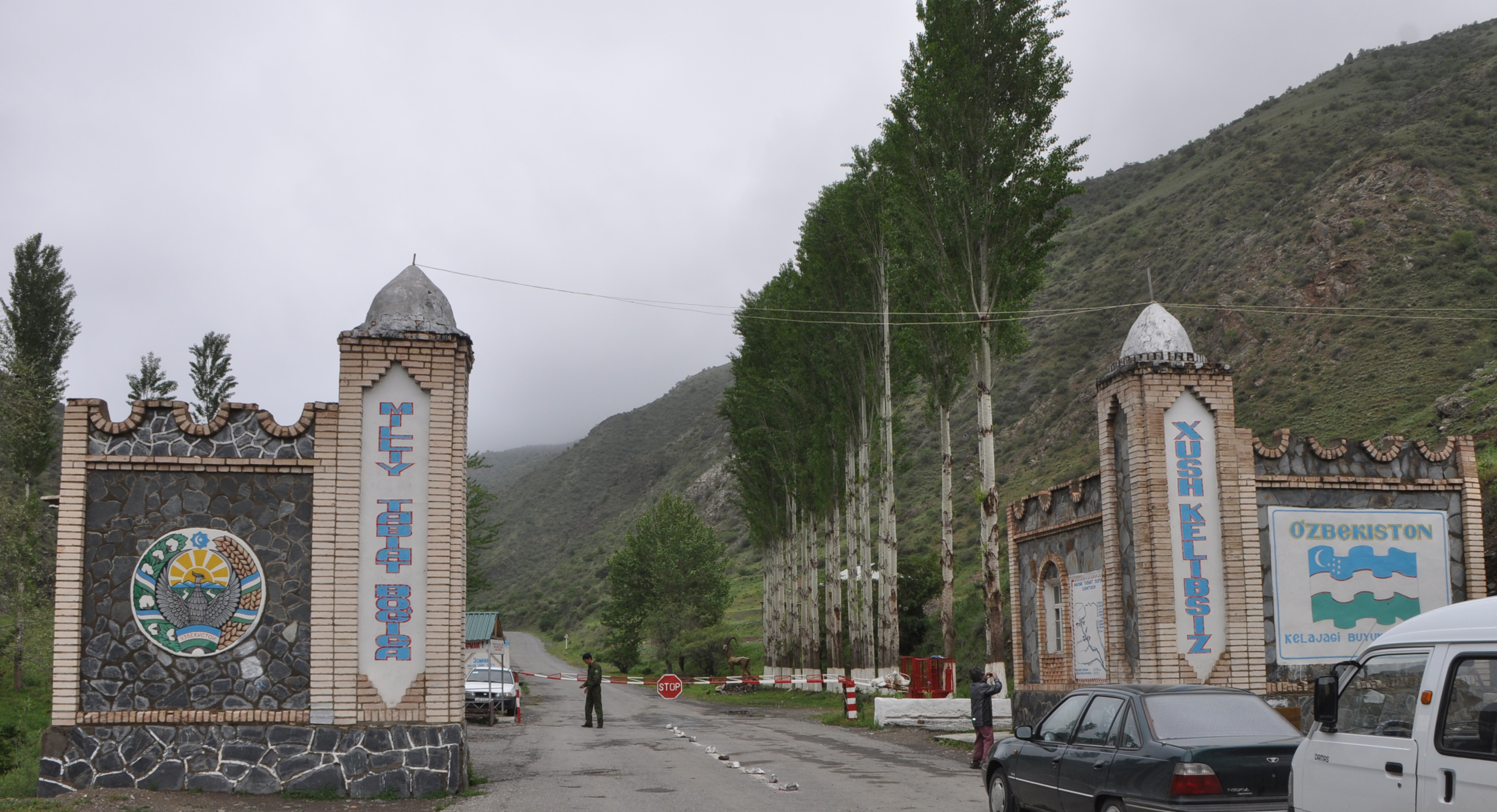
ザーミン国立公園の入り口

ザーミン国立公園 (Zaamin National Park, Zomin National Park) はパミール高原の西に位置するウズベキスタン最古の国立公園である。

## 概要
1926年にグララシュ自然保護区 (Guralash Nature Preserve) として設立された。国立公園には1978年にザーミン国立公園として指定された。ジザフ州とタジキスタンとの国境付であるトルキスタン山脈（Turkestan Range）の西部の北側斜面にあり、州都ジザフからは約100km。
総面積は24,110ヘクタール、標高はグララシュ渓谷の1,700 m (5,600 ft)からグララシュ峰の3,571 m (11,716 ft)までの高低差がある。ユキヒョウやオオヤマネコなど、絶滅危惧種、準絶滅危惧種に指定されている多くの希少動物が生息している。2008年1月18日に自然遺産の候補リスト入りを果たした。
ザーミン国立公園は2012年秋より外国人にも開放されており、個別許可制でハイキングやテントでの宿泊を含むツアーが日本のさまざまな旅行会社でも2013年から行われている。 
当国立公園の高地には、シルクロードに関連した中世都市、トゥグンブラクの遺跡調査が始まっている。